# The Forgotten
The Forgotten (prt: Misteriosa Obsessão; bra: Os Esquecidos) é um filme estadunidense de 2004, do gênero drama de suspense, dirigido por Joseph Ruben.

## Sinopse
Há mais de um ano, Telly Paretta perdeu seu filho Sam, de oito anos de idade, em um acidente aéreo, deixando-a fortemente atormentada com lembranças do passado. Enquanto se recupera da tragédia o psiquiatra de Telly, Dr. Jack Munce, diz que ela nunca teve filhos e que Sam foi apenas uma invenção de sua cabeça após um aborto.
Não aceitando a versão do psiquiatra, Telly tenta achar evidências que provem que Sam tenha existido algum dia, porém todas as fotos, vídeos e álbuns pessoais desaparecem. Telly começa a acreditar que está realmente louca até que conhece Ash Correll, outro pai que também perdeu sua filha no mesmo acidente aéreo que matou Sam. Os dois começam então uma busca com o objetivo de provar a existência das crianças e encontrar seu paradeiro.

## Elenco
- Julianne Moore – Telly Paretta
- Dominic West – Ash Correll
- Christopher Kovaleski – Sam
- Jessica Hecht – Eliot
- Gary Sinise – Dr. Jack Munce
- Alfre Woodard – Det. Anne Pope
- Anthony Edwards – Jim Paretta
- Linus Roache – "A Friendly Man" (Mr. Shineer)
- Lee Tergesen – Al Petalis